# Condado de la Conquista
El condado de la Conquista es un título nobiliario español, otorgado por real cédula expedida en El Pardo el 6 de marzo de 1770 por Carlos III de España a favor de Mateo de Toro-Zambrano y Ureta, junto con el vizcondado previo de la Descubierta.

## Condes de la Conquista
|                                     | Titular                                          | Periodo                 |                         |                         |
| Creación por Carlos III             | Creación por Carlos III                          | Creación por Carlos III | Creación por Carlos III | Creación por Carlos III |
| ----------------------------------- | ------------------------------------------------ | ----------------------- | ----------------------- | ----------------------- |
| I                                   | Mateo de Toro-Zambrano y Ureta                   | 1770-1811               |                         |                         |
| II                                  | José Gregorio de Toro-Zambrano y Valdés          | 1811-1816               |                         |                         |
| III                                 | Manuel Maria de Toro-Zambrano y Dumont de Holdre | 1816-1818               |                         |                         |
| IV                                  | Nicolasa de Toro-Zambrano y Dumont de Holdre     | 1857-¿?                 |                         |                         |
| Rehabilitación por Francisco Franco |                                                  |                         |                         |                         |
| V                                   | Julio de Prado y Colón de Carvajal               | 1954-2012               |                         |                         |
| VI                                  | Julio Manuel de Prado y Díez                     | 2014-actual titular     |                         |                         |

## Historia

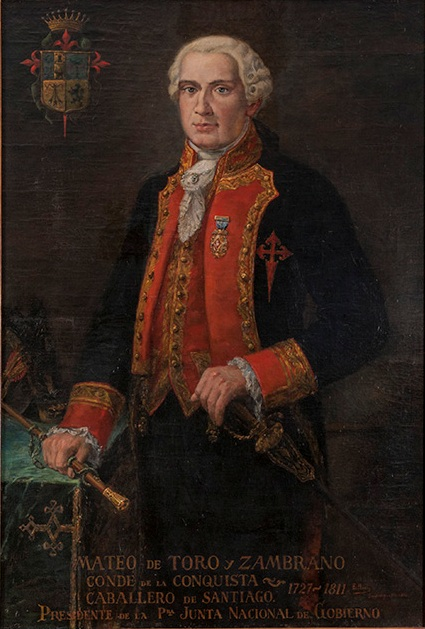
El primer conde de la Conquista, Mateo de Toro Zambrano.

La entrega del título se gestionó gracias a las influencias que el hermano de este último, José de Toro-Zambrano y Ureta, podía ejercer debido a su dilatado tiempo viviendo en la corte, además de la serie de informes que gente de la época hacía llegar al rey, en los que siempre se hablaba de los méritos de Toro-Zambrano para merecer una distinción. Más tarde, el rey le daría a de Toro-Zambrano la condición de «pariente», que entregaba a cada noble.[cita requerida]
Por Real Cédula fechada a 6 de marzo de 1770, Carlos III de España hizo merced del condado a Mateo de Toro Zambrano y Ureta. El título era parte del mayorazgo de Toro-Zambrano, que incluía entre otras propiedades, la Casa Colorada en el centro de Santiago de Chile y la vasta hacienda de La Compañía en Graneros. La denominación del condado se basa en la creencia (fundada en dos árboles genealógicos solicitados a dos reyes de armas de España) de que el primer titular descendía de Juan de Toro, conquistador de las islas Canarias.

## Titulares

### Condes de la Conquista (Toro Zambrano, 1770)
- Mateo de Toro-Zambrano y Ureta (Santiago de Chile, 20 de septiembre de 1727-Santiago de Chile, 26 de febrero de 1811),[2] I conde de la Conquista, caballero de la Orden de Santiago y señor del mayorazgo Toro-Zambrano. Regidor, alcalde y corregidor de Santiago y superintendente de la Casa de Moneda.[3] Como el militar de más alta graduación del Reino, ejerció interinamente como gobernador real de Chile y, en tal calidad, fue elegido presidente perpetuo de la Junta Provisional Gubernativa que se estableció en Santiago el 18 de septiembre de 1810. Era hijo de Carlos de Toro Zambrano Escobar y de Jerónima de Ureta y Prado y hermano, entre otros, de José Toro-Zambrano y Ureta (procurador y director del Banco de San Carlos).[4]

Contrajo matrimonio, el 3 de mayo de 1751, con María Nicolasa Valdés y Carrera. Le sucedió su hijo:
- José Gregorio de Toro y Valdés (Santiago de Chile, 11 de marzo de 1758-23 de julio de 1816), II conde de la Conquista,[2] caballero de la Orden de Santiago y señor del mayorazgo Toro-Zambrano.[5] Coronel, capitán de la Compañía de Milicias del Príncipe de Asturias y del Regimiento de Milicias de Caballería del Rey. Educado en España, de regreso a Chile y en la época de la Patria Vieja adhirió a la causa realista.[3]

Contrajo matrimonio con Josefa Dumont de Holdre y Miquel. Le sucedió su hijo:
- Manuel María de Toro-Zambrano y Dumont de Holdre (1803-Maipú, 5 de abril de 1818), III conde de la Conquista y señor del mayorazgo Toro-Zambrano. Combatió en la guerra de Independencia de Chile en el Ejército Realista. Ayudante de Mariano Osorio, falleció en la Batalla de Maipú.

Soltero. Tras la abolición de los títulos nobiliarios en Chile en 1817 y cuatro décadas de vacancia, le sucedió en 1857 su hermana:
- María Nicolasa Isidora de las Mercedes de Toro-Zambrano y Dumont de Holdre, IV condesa de la Conquista y señora del mayorazgo Toro-Zambrano.[8]

Casó, el 8 de octubre de 1822, en la catedral de Santiago con Juan de Dios Correa de Saa y Martínez, senador conservador. Con descendencia.
Los descendientes del matrimonio Correa-Toro no reclamaron sus derechos al condado, y este quedó nuevamente vacante. Su nieta, Nicolasa Correa Blanco, heredera del condado y dueña de la Casa Colorada y la hacienda de La Compañía, falleció en 1909.

### Condes de la Conquista (Prado, 1954)
En 1950, Julio Prado y Colón de Carvajal (descendiente de la familia Prado), José Antonio de Sangróniz y Lucila Gallego solicitaron la rehabilitación del título. Finalmente prosperó la del primero.
- Julio de Prado y Colón de Carvajal (Madrid, 1 de noviembre de 1928-Madrid, 29 de diciembre de 2012),[11] V conde de la Conquista.[11][12] Caballero de la Orden de Santiago[13] y Caballero de Honor y Devoción de la Soberana Orden de Malta. Era hijo del diplomático chileno Julio Prado Valdés y Pilar Colón de Carvajal y Hurtado de Mendoza, marquesa de Castiglione de Aragón, descendiente de Cristóbal Colón.

Casó con Isabel Pardo-Manuel de Villena y de Verástegui, VII baronesa de Monte Villena. Le sucedió en 2014 su nieto:
- Julio Manuel de Prado y Díez (n. 22 de septiembre de 1998), VI conde de la Conquista.[11][14]

El heredero natural del condado es el padre del actual conde, Julio de Prado y Pardo-Manuel de Villena, V barón de Monte Villena.

## Línea de sucesión
La siguiente lista muestra a los descendientes del quinto conde. Existen otros parientes por línea paterna y materna que podrían reclamar la sucesión del título a falta de las mejores líneas.
- Julio de Prado y Colón de Carvajal, V conde de la Conquista (1928-2012)
  - (1) Julio de Prado y Pardo-Manuel de Villena, V barón de Monte Villena (n. 1958)
    -  Julio Manuel de Prado y Díez, VI conde de la Conquista (n. 1998)
    - (2) Constanza de Prado y Díez (n. 2001)
    - (3) Sol de Prado y Milczarek (n. 2016)

  - (4) Gonzalo de Prado y Pardo-Manuel de Villena, marqués de Castiglione de Aragón (n. 1961)
    - (8) Carlota de Prado y López de Carrizosa
    - (9) Sol de Prado y López de Carrizosa
    - (10) Mercedes de Prado y López de Carrizosa

  - (5) Alfonso de Prado y Pardo-Manuel de Villena (n. 1962)
    - (7) Mencía de Prado y Fernández-Durán (n. 1993)

  - (6) Fernando de Prado y Pardo-Manuel de Villena (n. 1963)

## Armas
|  | Notas Armas del condado de la Conquista con la varonía Prado (V y VI condes). Timbre Corona condal. Armas Cuartelado: 1.º de plata un árbol y dos leones de azur empinantes al tronco, partido de oro el castillo de propio acompañado de cuatro estrellas de cinco picos de azur y de un toro de sable en punta (Toro Zambrano); 2.º de plata un árbol acompañado de dos estrellas de gules (Ureta); 3.º de oro tres escobas de sinople, atadas de gules, puestas 2-1 (Escobar); 4.º de oro un león rampante de sable (Prado). Sobre el todo un escusón de oro con un león rampante de sable (Prado). |